# Zusters van het Arme Kind Jezus

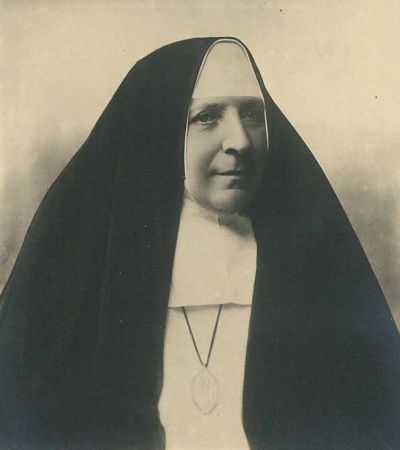
Clara Fey, de eerste moeder-overste

De Zusters van het Arme Kind Jezus is een katholieke vrouwelijke congregatie. De congregatie is in 1844 opgericht in Aken met als doel arme en noodlijdende kinderen te helpen en een christelijke opvoeding te geven. Ze werd in 1869 door paus Pius IX goedgekeurd als religieus instituut van pontificaal recht. In 1878 moest de congregatie noodgedwongen Pruisen verlaten en vestigde zich in de Nederlandse plaats Simpelveld, net over de grens bij Aken, en keerde pas in 2012 terug naar Duitsland. De congregatie is wereldwijd in 12 landen actief (2014).

## Oprichting en groei

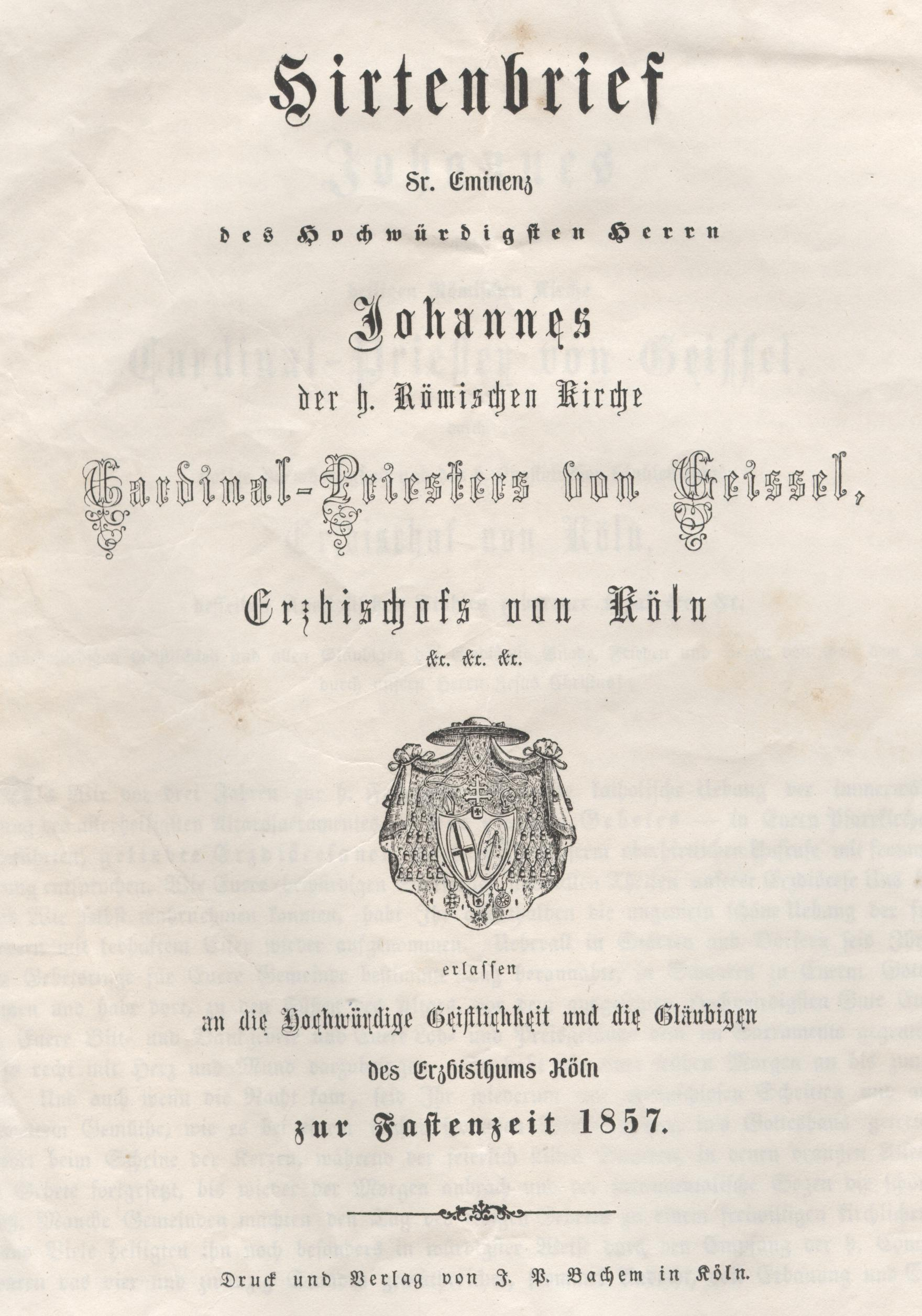
Brief van kardinaal von Geissel

De oprichters van de congregatie waren Clara Fey, Leocadia Startz, Wilhelmina Istas en Aloysia Vossen, die samen op school zaten in Aken. Ten huize van Clara Fey vormde al geruime tijd een ontmoetingsplaats voor priesters en leken, waar men overleg voerde over religieuze en sociale onderwerpen. In februari 1837 huurde Clara met enkele metgezellen een huis waar ze kinderen voedden, kleding gaven en schoolden. Korte tijd later zette men de werkzaamheden voort in een plaatselijk oud Dominicaans klooster en openden ze nieuwe scholen in nieuwe huizen. Na zeven jaar, op 2 februari 1844, vormden de vier oprichtsters een congregatie en gingen het kloosterleven in, onder leiding van Clara Fey (11 april 1815 - 8 mei 1894).
In 1845 keurde Johannes kardinaal von Geissel, de aartsbisschop van Keulen, de kloosterregel goed en kreeg men toestemming van de Heilige Stoel. Ook de regering van Pruisen keurde de oprichting goed. Een oud klooster in de Jakobstrasse werd het eerste moederhuis van de nieuwe congregatie. De congregatie groeide snel en opende nieuwe huizen in Bonn, Derendorf, Düsseldorf, Neuss, Keulen, Koblenz, Landstuhl, Luxemburg, Stolberg, en Wenen.
Mede wegens financiële overwegingen werden ook andere activiteiten ondernomen vanuit de kloosters, zoals bijvoorbeeld middelbare meisjesscholen. Vooral het kerkelijk borduurwerk werd populair in Duitsland en omliggende landen, met ontwerpen die Augustus Pugin maakte voor Mrs. Edgar, een Engelse inwoonster van Aken.

## Vertrek uit Pruisen

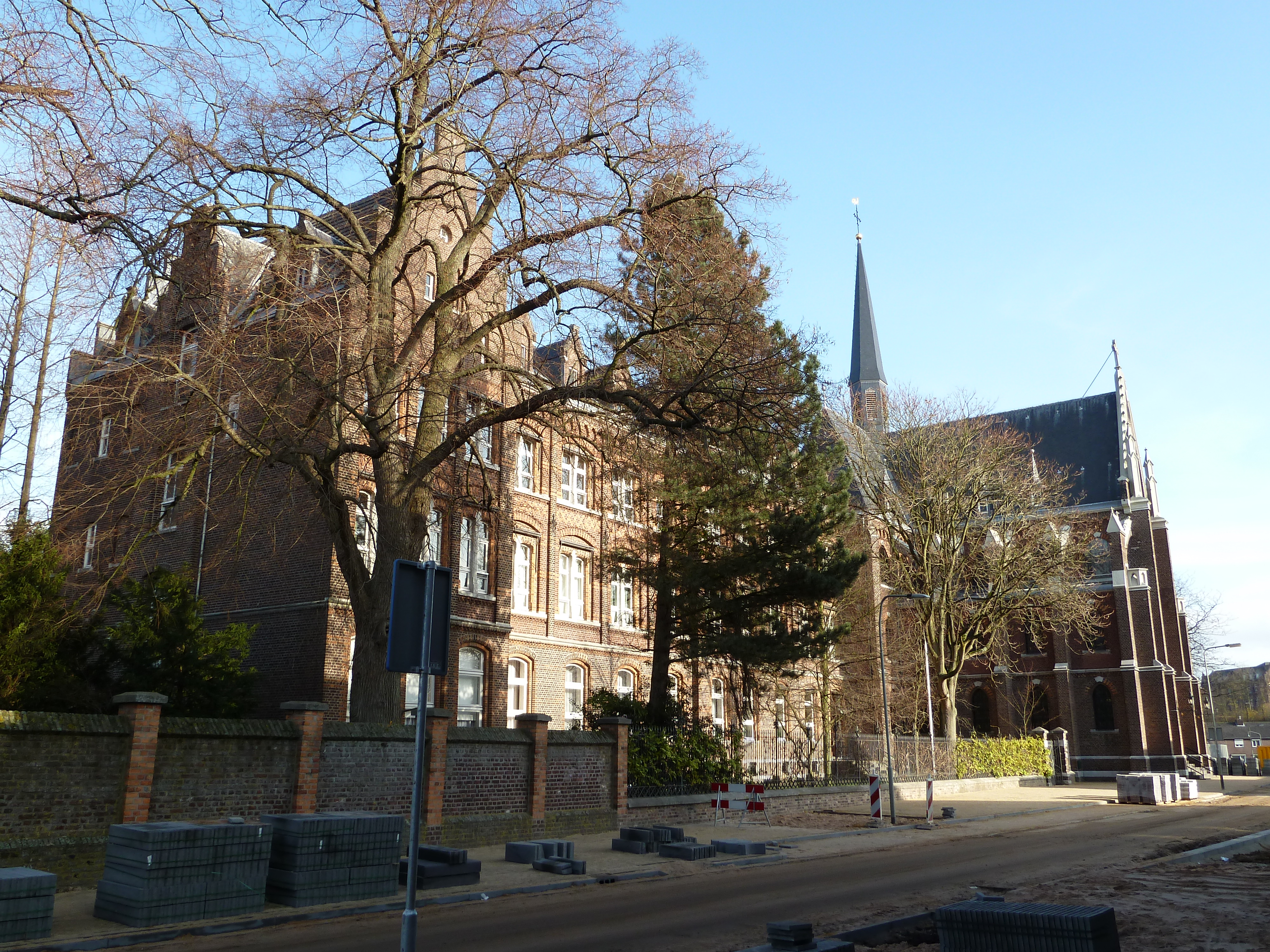
Huize Loreto te Simpelveld, tot 2012 het algemeen moederhuis van de congregatie

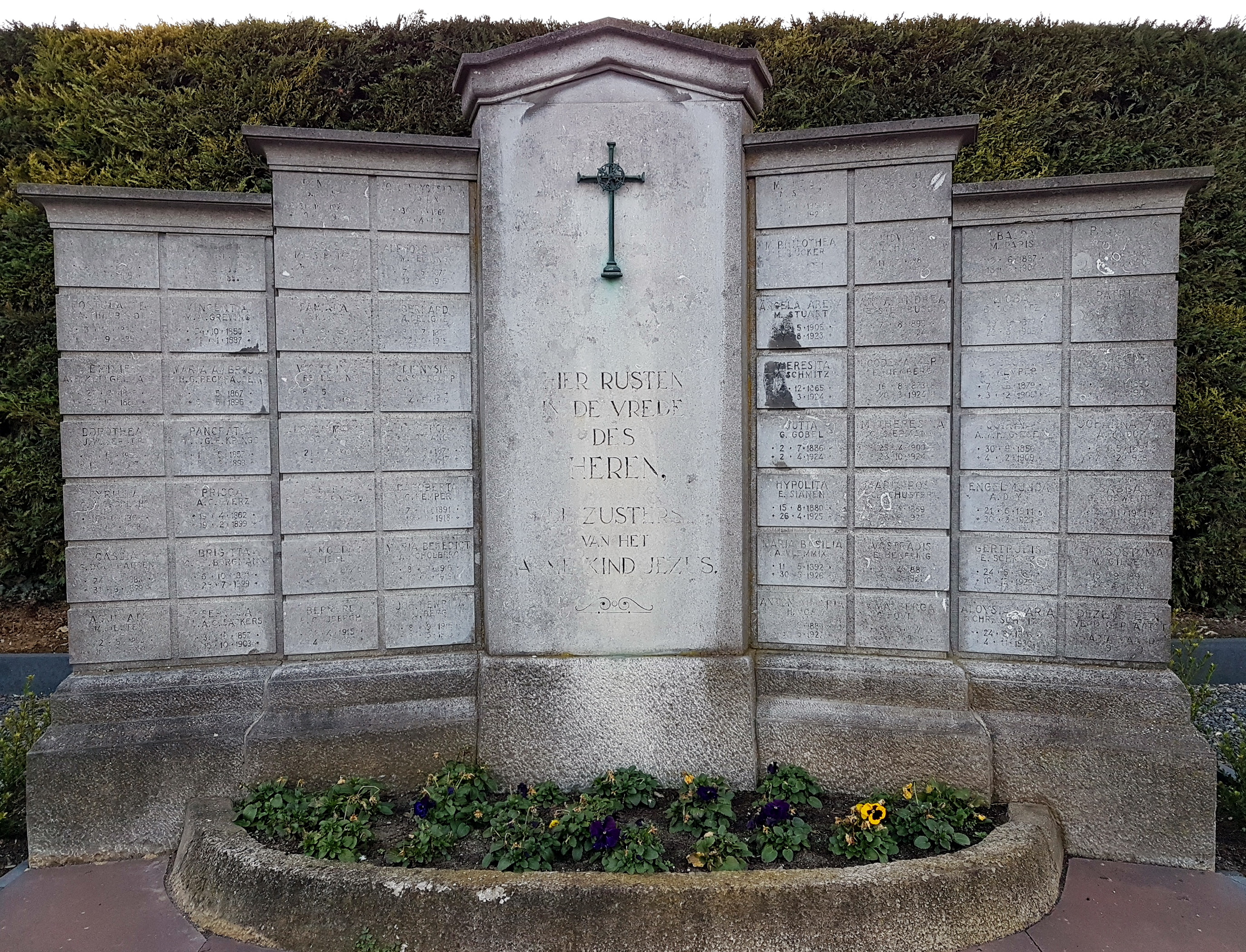
Grafmonument op het kerkhof van Sint-Pieter boven

Het huis te Burtscheid (Aken) werd het Duitse secretariaat voor de congregatie. Toen echter in 1872 de Pruisische regering tijdens de Kulturkampf het katholieke geloof aanviel, kwam ook de congregatie in de problemen. Dankzij de invloed van de keizerin zou het tot 1875 duren voordat stappen werden ondernomen om de huizen in Pruisen te sluiten. Uiteindelijk zou het algemeen moederhuis in 1878 uit Aken vertrekken en verhuizen naar de Nederlandse gemeente Simpelveld, enkele kilometers verderop, net over de Duitse grens. De Akense kanunnik en kunsthistoricus Franz Bock steunde de zusters in hun nieuwe werkterrein in Nederland en ook hier werd dit succesvol. Veel zusters vertrokken naar Nederland, Beieren, België, Luxemburg en Oostenrijk. In Engeland werd in 1876 in Southam een weeshuis opgericht door de 10 zusters die daarheen waren gevlucht. Nadat de regelgeving deels was aangepast, kon de congregatie in 1887 veel van haar kloosters in Pruisen terugkrijgen. Uiteindelijk keerde het generalaat in 2012 terug naar Aken. In Maastricht wonen nog enkele zusters in een deel van het klooster Beyart. Op het kerkhof van de Kerk van Sint-Pieter boven is een sectie gereserveerd voor de zusters.

## Locaties
De congregatie is actief in de volgende landen:

### Europa
- België
- Duitsland (moederhuis)
- Letland
- Luxemburg
- Nederland
- Oostenrijk
- Spanje
- Verenigd Koninkrijk

### Azië
- Indonesië
- Kazachstan

### Zuid-Amerika
- Colombia
- Peru

## Museum
Na de terugkeer van het generalaat naar Aken in 2012 werd er gezocht naar een nieuwe bestemming voor het voormalige moederhuis, Huize Loreto, in Simpelveld. Men besloot tot het oprichten van een museum. Museum de Schat van Simpelveld opende op 1 juni 2018 zijn deuren voor het publiek. Het toont de materiële en immateriële nalatenschap van de congregatie.